# Arquidiócesis de Johannesburgo
La arquidiócesis de Johannesburgo (en latín: Archidioecesis Ioannesburgen(sis) y en inglés: Roman Catholic Archdiocese of Johannesburg) es una circunscripción eclesiástica latina de la Iglesia católica en Sudáfrica, sede metropolitana de la provincia eclesiástica de Johannesburgo. La arquidiócesis tiene al arzobispo Buti Joseph Tlhagale, O.M.I. como su ordinario desde el 8 de abril de 2003. 

## Territorio y organización

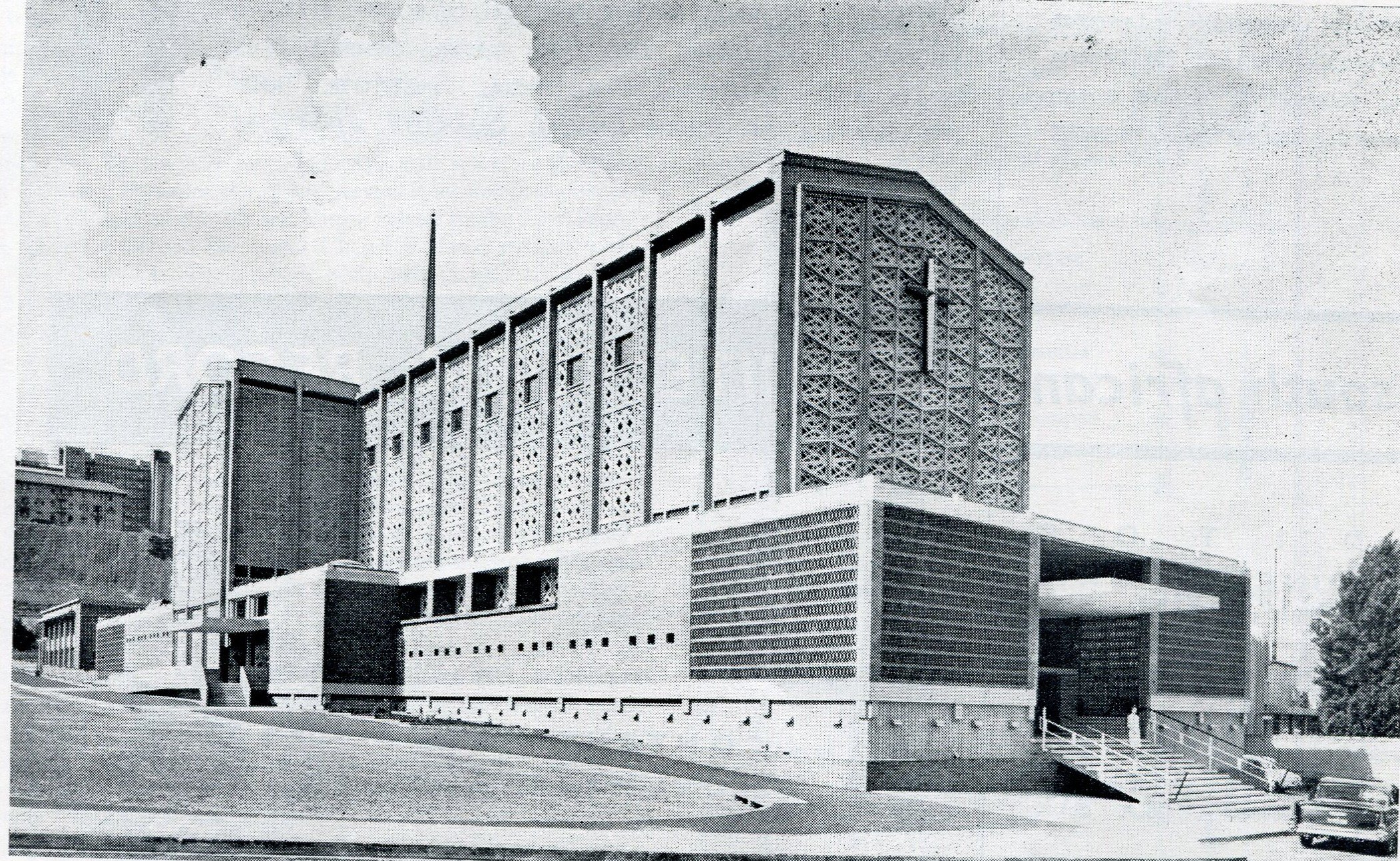
Catedral de Cristo Rey

La arquidiócesis tiene 14 517 km² y extiende su jurisdicción sobre los fieles católicos de rito latino residentes en 22 distritos de la provincia de Gauteng: Johannesburgo, Alberton, Balfour, Benoni, Boksburg, Brakpan, Carletonville, Delmas, Germiston, Heidelberg, Kempton Park, Krugersdorp, Nigel, Randburg, Randfontein, Roodepoort, Sandton, Soweto, Springs, Vereeniging, Vanderbijlpark y Westonaria.
La sede de la arquidiócesis se encuentra en la ciudad de Johannesburgo, en donde se halla la Catedral de Cristo Rey.
En 2019 en la arquidiócesis existían 132 parroquias.
La arquidiócesis tiene como sufragáneas a las diócesis de: Klerksdorp, Manzini y Witbank.
La santa patrona de la arquidiócesis de Johannesburgo es la Inmaculada Concepción de la Virgen María.

## Historia
La prefectura apostólica de Transvaal fue erigida el 4 de junio de 1886 con el breve Quae aeternae del papa León XIII separando territorio del vicariato apostólico de Natal (hoy arquidiócesis de Durban).
El 16 de septiembre de 1904 la prefectura apostólica fue elevada a vicariato apostólico con el breve Quae catholico nomini del papa Pío X.
El 22 de diciembre de 1910 cedió una parte de su territorio para la erección de la prefectura apostólica de Transvaal Septentrional (hoy diócesis de Polokwane) mediante el decreto Ut catholici de la Propaganda Fide.
El 12 de junio de 1923 cedió otra parte de su territorio para la erección de la prefectura apostólica de Lydenburg (hoy diócesis de Witbank) mediante el breve In dissitis potissimum del papa Pío XI.
El 9 de abril de 1948 cedió otra parte de su territorio para la erección del vicariato apostólico de Pretoria (hoy arquidiócesis de Pretoria) mediante la bula Quae ad fidem del papa Pío XII, y al mismo tiempo cambió su nombre por el de vicariato apostólico de Johannesburgo.
El 11 de enero de 1951 el vicariato apostólico fue elevado a diócesis con la bula Suprema Nobis del papa Pío XII, como sufragánea de Pretoria.
El 14 de octubre de 1965 cedió otra parte de su territorio para la erección de la prefectura apostólica de Transvaal Occidental (hoy diócesis de Klerksdorp).
El 5 de junio de 2007 la diócesis fue elevada al rango de arquidiócesis metropolitana en virtud de la bula Cum ad aptius consulendum del papa Benedicto XVI, asignándole como sufragáneas a las diócesis de Manzini (en Suazilandia), Klerksdorp y Witbank.

## Estadísticas
De acuerdo al Anuario Pontificio 2020 la arquidiócesis tenía a fines de 2019 un total de 1 081 000 fieles bautizados.
| Año                                                                             | Población            | Población | Población      | Sacerdotes | Sacerdotes    | Sacerdotes    | Bautizados por sacerdote | Diáconos permanentes | Religiosos | Religiosos | Parroquias |
| Año                                                                             | Bautizados católicos | Total     | % de católicos | Total      | Clero secular | Clero regular | Bautizados por sacerdote | Diáconos permanentes | Varones    | Mujeres    | Parroquias |
| ------------------------------------------------------------------------------- | -------------------- | --------- | -------------- | ---------- | ------------- | ------------- | ------------------------ | -------------------- | ---------- | ---------- | ---------- |
| 1950                                                                            | 90 459               | 2 024 888 | 4.5            | 96         | 9             | 87            | 942                      |                      | 47         | 655        |            |
| 1970                                                                            | 263 812              | 3 500 000 | 7.5            | 170        | 30            | 140           | 1551                     |                      | 212        | 749        | 40         |
| 1980                                                                            | 336 682              | 3 383 000 | 10.0           | 181        | 32            | 149           | 1860                     | 1                    | 221        | 663        | 100        |
| 1990                                                                            | 589 000              | 4 416 000 | 13.3           | 160        | 34            | 126           | 3681                     | 18                   | 176        | 565        | 100        |
| 1999                                                                            | 700 000              | 6 000     | 11.7           | 159        | 47            | 112           | 4402                     | 43                   | 158        | 438        | 104        |
| 2000                                                                            | 700 000              | 6 000     | 11.7           | 161        | 47            | 114           | 4347                     | 41                   | 160        | 446        | 104        |
| 2001                                                                            | 700 000              | 6 000     | 11.7           | 164        | 48            | 116           | 4268                     | 39                   | 166        | 447        | 104        |
| 2002                                                                            | 700 000              | 6 000     | 11.7           | 162        | 46            | 116           | 4320                     | 44                   | 167        | 438        | 104        |
| 2003                                                                            | 700 000              | 6 000     | 11.7           | 160        | 46            | 114           | 4375                     | 44                   | 165        | 438        | 104        |
| 2004                                                                            | 700 000              | 6 000     | 11.7           | 167        | 49            | 118           | 4191                     | 43                   | 173        | 445        | 104        |
| 2006                                                                            | 704 000              | 6 036 000 | 11.7           | 169        | 49            | 120           | 4165                     | 43                   | 176        | 437        | 104        |
| 2013                                                                            | 918 456              | 7 672 000 | 12.0           | 181        | 44            | 137           | 5074                     | 50                   | 173        | 353        | 128        |
| 2016                                                                            | 1 036 000            | 8 009 000 | 12.9           | 172        | 41            | 131           | 6023                     | 48                   | 163        | 333        | 131        |
| 2019                                                                            | 1 081 000            | 8 357 555 | 12.9           | 184        | 52            | 132           | 5875                     | 69                   | 172        | 318        | 132        |
| Fuente: Catholic-Hierarchy, que a su vez toma los datos del Anuario Pontificio. |                      |           |                |            |               |               |                          |                      |            |            |            |

## Episcopologio
- William Miller, O.M.I. † (17 de septiembre de 1904-2 de mayo de 1912 renunció)
- Charles Cox, O.M.I. † (15 de julio de 1914-14 de julio de 1924 renunció)
- David O'Leary, O.M.I. † (13 de mayo de 1925-25 de noviembre de 1950 renunció)
- William Patrick Whelan, O.M.I. † (25 de noviembre de 1950 por sucesión-18 de julio de 1954 nombrado arzobispo de Bloemfontein)
- Hugh Boyle † (18 de julio de 1954-24 de enero de 1976 retirado)
- Joseph Patrick Fitzgerald, O.M.I. † (24 de enero de 1976-2 de julio de 1984 renunció)
- Reginald Joseph Orsmond † (2 de julio de 1984-19 de mayo de 2002 falleció)
- Buti Joseph Tlhagale, O.M.I. (8 de abril de 2003-28 de octubre de 2024)
- Stephen Brislin, desde el 28 de octubre de 2024